# Alois Mani
Alois Mani (ur. 3 lipca 1983 r.) – szwajcarski narciarz, specjalista narciarstwa dowolnego. Zajął 24. miejsce w skicrossie podczas mistrzostw świata w Madonna di Campiglio. Nie startował na igrzyskach olimpijskich. Najlepsze wyniki w Pucharze Świata osiągnął w sezonach 2006/2007 i 2007/2008, kiedy to zajmował 57. miejsce w klasyfikacji generalnej.

## Sukcesy

### Mistrzostwa Świata
| Miejsce | Dzień   | Rok  | Miejscowość          | Konkurencja | Zwycięzca   |
| ------- | ------- | ---- | -------------------- | ----------- | ----------- |
| 24.     | 6 marca | 2007 | Madonna di Campiglio | Skicross    | Tomáš Kraus |

#### Miejsca w klasyfikacji generalnej
- 2001/2002 – 153.
- 2002/2003 – 68.
- 2003/2004 – 182.
- 2004/2005 – 94.
- 2006/2007 – 189.
- 2006/2007 – 57.
- 2007/2008 – 57.
- 2008/2009 – 198.
- 2009/2010 – 152.
- 2010/2011 – 94. Stan na 21 grudnia 2010

#### Miejsca na podium
1. Kreischberg – 20 stycznia 2008 (Skicross) – 3. miejsce